# Emanuele Bombini
Emanuele Bombini (né le 2 juillet 1959 à San Ferdinando di Puglia, dans la province de Barletta-Andria-Trani dans les Pouilles) est un ancien coureur cycliste italien.

## Biographie
Professionnel de 1981 à 1991, Emanuele Bombini a notamment remporté une étape du Tour d'Italie 1985. Après sa carrière de coureur, il a été directeur sportif, notamment de l'équipe Gewiss.

## Palmarès

### Palmarès amateur
- 1976
  - Coppa Collecchio
- 1977
  - 2e du Giro della Lunigiana
- 1978
  - Coppa Cicogna
- 1979
  - Freccia dei Vini
  - 2e du Gran Premio della Liberazione
  - 2e du Trophée Raffaele Marcoli
  - 3e de Milan-Tortone
- 1980
  - Milan-Tortone
  - Coppa Mobilio Ponsacco
  - 2e du Tour de Lombardie amateurs
  - 3e du Tour d'Italie amateurs

### Palmarès professionnel
| - 1981 - 1reb étape du Tour d'Italie (contre-la-montre par équipes) - 2e du Tour du Latium - 3e du Grand Prix de l'industrie et du commerce de Prato - 3e du Tour de Romagne - 1982 - 2e du Tour de Sardaigne - 2e du Tour d'Ombrie - 2e du Tour de Romagne - 3e de la Coppa Placci - 3e du Tour d'Émilie - 1983 - 2e étape de la Ruota d'Oro - 2e du Tour des Apennins - 2e du Grand Prix de l'industrie et du commerce de Prato - 2e de la Ruota d'Oro - 3e du Tour du Trentin - 1984 - 2e du Tour du Trentin - 2e de la Ruota d'Oro - 3e du Grand Prix de l'industrie et de l'artisanat de Larciano - 9e du Tour de Lombardie | - 1985 - 2e (contre-la-montre par équipes) et 5e étapes du Tour d'Italie - Milan-Vignola - 2e de la Cronostafetta (avec Del Tongo-Colnago) - 6e de la Flèche wallonne - 1986 - Deux étapes du Griffin 1000 West - 1987 - 3e étape de la Coors Classic - 3e du championnat d'Italie sur route - 3e de la Coppa Agostoni - 9e de Liège-Bastogne-Liège - 1988 - 2e du Tour de Calabre - 3e du Tour de la province de Reggio de Calabre - 1989 - 3e de la Coppa Agostoni - 1990 - 9e étape de la Semaine bergamasque - 3e de la Semaine bergamasque |

## Résultats sur les grands tours

### Tour d'Italie
10 participations
- 1981 : abandon (16e étape), vainqueur de la 1reb étape (contre-la-montre par équipes)
- 1982 : abandon (21e étape)
- 1983 : 22e
- 1984 : non-partant (18e étape)
- 1985 : 11e, vainqueur des 2e (contre-la-montre par équipes) et 5e étapes
- 1986 : abandon (21e étape)
- 1987 : 20e
- 1988 : 20e
- 1989 : abandon (4e étape)
- 1990 : 41e

### Tour d'Espagne
1 participation
- 1987 : non-partant (15e étape)

## Distinctions
- Mémorial Gastone Nencini (révélation italienne de l'année) : 1981